# 有元三郎
有元 三郎（ありもと さぶろう、1924年2月4日 - 没年不明）は、日本の大蔵官僚。

## 来歴
岡山県出身。立教大学経済学部卒業。1948年4月 証券処理調整協議会職員。総務課配属。1949年 国家公務員試験を合格。同年 大蔵省入省。大臣官房会計課配属。1955年5月 上郡税務署長。1959年12月 造幣局総務部総務課長。1968年6月 理財局管理課長。1970年7月 印刷局業務部長。1971年11月10日 福岡国税不服審判所長（首席国税審判官）。1974年6月2日 大臣官房付・退官。同年6月15日 北海道東北開発公庫監事（〜1975年12月31日）。

## 職歴
- 1948年4月：証券処理調整協議会職員。総務課配属[1]。
- 1949年3月：国家公務員試験を合格[1]。
- 1949年4月：大蔵省入省。大臣官房会計課配属[1]。
- 1949年10月：主計局。
- 1950年11月：経済安定本部財政金融局国民所得調査室 兼 財政金融局財政金融課。
- 1952年8月：銀行局検査部。
- 1952年9月：銀行局検査部審査課。
- 1954年11月：東京国税局調査査察部調査第二課。
- 1955年5月：上郡税務署長。
- 1956年7月：管財局管理司計官付課長補佐。
- 1957年8月：管財局管理課長補佐。
- 1959年4月：管財局国有財産第三課長補佐。
- 1959年12月：造幣局総務部総務課長。
- 1961年4月：造幣局総務部総務課長 兼 総務部職員長。
- 1961年8月：造幣局総務部総務課長。
- 1962年7月：熊本国税局調査査察部長。
- 1963年6月：熊本国税局直税部長。
- 1964年10月：高松国税局総務部長。
- 1966年8月：東京国税局間税部長。
- 1968年6月：理財局管理課長。
- 1970年7月：印刷局業務部長。
- 1971年11月10日：福岡国税不服審判所長（首席国税審判官）[2]。
- 1974年6月2日：大臣官房付・退官[2]。